# 도밍고 시스마
도밍고 시스마 곤잘레스(Domingo Cisma González, 1982년 2월 9일, 세비야 태어남)은 스페인의 전 축구 선수로, 과거 왼쪽 수비수로 활약했다.

## 선수 경력
아야몬테 CF와 아틀레티코 마드리드 B팀을 거쳐 2005년에 UD 알메리아로 이적, 2006-07시즌에 팀이 세군다 디비시온 2위를 차지해 프리메라리가로 승격하는 데 알맞은 역할을 하였다. 이후 2008년 여름, 새로 승격한 CD 누만시아로 임대를 가 활약하였으나, 팀이 강등당하면서 2009년에 다시 소속팀인 UD 알메리아로 복귀하였고, 그 시즌 팀의 강등을 막는데 주전으로 큰 역할을 하였다.
그 후 2010년 시즌이 끝나고 자유계약으로 라싱 산탄데르로 이적하였고, 2012년 여름에 1년 자유계약을 확정지으며 아틀레티코 마드리드로 돌아왔다.